# Wyszewo (przystanek kolejowy)
Wyszewo – zlikwidowany przystanek kolei wąskotorowej (Koszalińska Kolej Wąskotorowa) w Wyszewie, w województwie zachodniopomorskim, w Polsce. Przystanek został zlikwidowany po 1945 roku.